# 127 giờ
127 giờ (tựa gốc: 127 Hours) là một phim điện ảnh tâm lý giật gân sinh tồn tiểu sử năm 2010 do Danny Boyle đạo diễn kiêm nhà sản xuất và viết kịch bản. Phim có sự tham gia của James Franco thủ vai Aron Ralston, một nhà thể thao mạo hiểm bị mắc kẹt bởi một tảng lăn trong một hẻm núi cô lập ở Blue John Canyon, miền nam Utah vào tháng 4 năm 2003. Đây là tác phẩm hợp tác sản xuất giữa Anh Quốc và Mỹ bởi Everest Entertainment, Film4 Productions, HandMade Films và Cloud Eight Films. Phim được các nhà phê bình và khán giả đón nhận tích cực và giành sáu đề cử Oscar, trong đó có phim hay nhất, kịch bản chuyển thể xuất sắc nhất và nam diễn viên chính xuất sắc nhất cho Franco tại lễ trao giải thường niên năm 2011.